# Dr. Stone/Episodenliste
Diese Episodenliste enthält alle Episoden der japanischen Animeserie Dr. Stone, sortiert nach der japanischen Erstausstrahlung. Der Anime umfasst derzeit vier Staffeln mit insgesamt 75 Episoden. Der Anime begann im Jahr 2019. (Stand August 2025)
Die Welt war mehr als 3000 bis 4000 Jahre in Stein verwandelt. Zwei Freunde – einer davon ist Senku, ein wissenschaftliches Genie, der andere Taiju – erwachen aus dem Stein. Zusammen wollen sie die Welt, die sich in eine Wildnis verwandelt hat, wieder in eine wissenschaftliche Zivilisation verwandeln und die in Stein verwandelten Lebewesen daraus befreien. In weniger als einem Jahr hat Senku die Lösung gegen die Versteinerung gefunden. Sie erwecken zunächst einen jungen Mann, der alle Erwachsenen wegen eines traumatischen Lebens in seiner Vergangenheit auslöschen will. Es kommt zum Zerwürfnis. Zwei Clans mit zwei Ideologien stehen einander gegenüber: Der eine Clan will in der Wildnis leben und nur die Jugendlichen befreien, der andere Clan will alle retten und die Wissenschaft zurück in die Welt bringen.

## Episodenliste

### Staffel 1
Nachdem die gesamte Menschheit durch einen mysteriösen Lichtblitz zu Stein erstarrt ist, erwacht der brillante Wissenschaftler Senku Ishigami nach 3700 Jahren und beginnt, die Zivilisation wieder aufzubauen. Gemeinsam mit seinen Verbündeten sucht er nach Möglichkeiten, die versteinerten Menschen wiederzubeleben und die Geheimnisse hinter dem Ereignis zu enthüllen. Dabei stehen Wissenschaft, Erfindungsreichtum und strategisches Denken im Fokus.
| Nr. (ges.) | Nr. (St.) | Deutscher Titel                                  | Originaltitel                                         | Erstausstrahlung Japan | Deutschsprachige Erstausstrahlung (D) |
| --- | --------- | ------------------------------------------------ | ----------------------------------------------------- | ---------------------- | ------------------------------------- |
| 1 | 1         | Stone World                                      | Stone World                                           | 5. Juli 2019           | 15. Juli 2020                         |
| Der Oberstufenschüler Taiju Ōki ist seit fünf Jahren in seine Klassenkameradin Yuzuriha Ogawa verliebt. Genau in dem Moment, als er ihr seine Liebe gestehen möchte, werden die gesamte Menschheit und alle Schwalben durch einen grünen Lichtschimmer versteinert. Als Taiju aus der Versteinerung erwacht, findet er sich in einer Höhle wieder und macht sich umgehend auf die Suche nach Yuzuriha – in dem Wissen, dass sie zuletzt unter dem Kampferbaum vor ihrer Schule stand. Taiju findet schon nach kurzer Zeit Yuzuriha, die wie alle anderen Menschen immer noch versteinert ist. In der Rinde des Kampferbaums entdeckt er eine Nachricht seines Freundes und Mitschülers Senku Ishigami, der bereits seit seiner Kindheit wissenschaftsbegeistert ist. Der Botschaft folgend trifft Taiju flussabwärts auf Senku, der ein halbes Jahr vor ihm aus der Versteinerung erwacht ist. Senku hat die vergangene Zeit seit Einsetzen der Versteinerung gezählt und kann Taiju daher berichten, dass seitdem mehr als 3700 Jahre vergangen sind. Zusammen versuchen die Freunde, in der Wildnis zu überleben mit dem mittelfristigen Ziel, die menschliche Zivilisation wiederherzustellen. Senku findet heraus, dass Salpetersäure aus Fledermauskot für ihre Entsteinerung verantwortlich war. Er mutmaßt, dass die entsteinernde Wirkung auf der Bildung von Nital beruht, das durch die Reaktion von Salpetersäure mit Ethanol entsteht. Für die Nital-Herstellung gewinnen Senku und Taiju zunächst Ethanol aus Weintrauben mittels Destillation, das sie anschließend mit Salpetersäure mischen. Die beiden testen das so gewonnene Nital erfolgreich an einer Schwalbe, die nach dessen Zugabe aus der Versteinerung erwacht und davonfliegt. |           |                                                  |                                                       |                        |                                       |
| 2 | 2         | King of the Stone World                          | King of the Stone World                               | 12. Juli 2019          | 15. Juli 2020                         |
| Taiju und Senku beschließen, als erstes Yuzuriha zu entsteinern, werden aber von Löwen daran gehindert, die ihnen nachjagen. Notgedrungen entscheiden sich beide dafür, stattdessen zuerst Tsukasa Shishio aus der Versteinerung wiederzuerwecken, der in Japan als „Stärkster Oberschulprimat“ Bekanntheit genießt. Tsukasa besiegt das Löwenrudel und hilft Senku und Taiju fortan bei der Jagd. Senku zeigt Taiju und Tsukasa, wie das bei der Jagd erbeutete Fleisch durch Räuchern konserviert werden kann, und erzählt ihnen von seiner Idee, aus Muschelschalen Calciumcarbonat zu gewinnen, das für die Herstellung von Dünger, Seife und Zement verwendet werden kann. Beim Muschelnsammeln am Strand berichtet Tsukasa Senku von einem Erlebnis aus seiner Kindheit: Als Tsukasa einst am Strand Muscheln suchen war, um für seine schwerkranke Schwester daraus eine Halskette herzustellen, wurde er vom Strandbesitzer brutal zusammengeschlagen. Daher hegt Tsukasa seitdem einen Groll gegen die Erwachsenen und ihre Besitzvorstellungen. Tsukasa will, dass nur die reine, gedanklich nicht verdorbene Jugend wiederbelebt wird, und zerstört daher demonstrativ die Statue eines Erwachsenen vor Senkus Augen. Es kommt zum Verwürfnis zwischen Senku und Tsukasa, denn im Gegensatz zu Tsukasa will Senku möglichst alle Menschen wiederbeleben und die Zivilisation zurückbringen. |           |                                                  |                                                       |                        |                                       |
| 3 | 3         | Waffen der Wissenschaft                          | 科学の武器 (Kagaku no Buki)                           | 19. Juli 2019          | 22. Juli 2020                         |
| Tsukasa erfährt durch Taiju von der „Wunderhöhle“, die ursächlich für die Entsteinerung von Senku und Taiju war. Während Tsukasa sich auf den Weg zur Höhle macht, um mehr über den Prozess der Entsteinerung herauszufinden, erwecken Senku und Taiju Yuzuriha aus der Versteinerung. Senku erzählt Taiju und Yuzuriha von Tsukasas Plan, nur einige jugendliche Vertreter der Menschheit zu entsteinern, um die Wiederherstellung der Zivilisation zu verhindern und ein „Leben im Einklang mit der Natur“ zu ermöglichen. Dass Tsukasa bereit ist, dafür über Leichen zu gehen und versteinerte Menschen gezielt zu zerstören, bestätigt dieser, als er von seiner Erkundung zurückkehrt. Als Tsukasa erneut aufbricht, um weitere versteinerte Menschen zu zertrümmern, die den Vorstellungen seiner neuen „Steinwelt“ entgegenstehen, nutzen Senku, Taiju und Yuzuriha die Gunst der Stunde. Die drei Klassenkameraden täuschen ihre hastige Flucht vor und machen sich auf den Weg nach Hakone, um dort Schwefel für die Herstellung von Schießpulver zu gewinnen. Die drei hoffen, Tsukasas Morden mithilfe moderner, schießpulverbasierter Waffen stoppen zu können. |           |                                                  |                                                       |                        |                                       |
| 4 | 4         | Rauchzeichen                                     | 狼煙をあげろ (Noroshi o Agero)                        | 26. Juli 2019          | 22. Juli 2020                         |
| Senku erzeugt aus dem in Hakone abgebauten Schwefel durch Vermengung mit Holzkohle, Traubenzucker und Bengalsalpeter – das er bereits im Voraus mithilfe von Salpetersäure und Calciumcarbonat hergestellt hat – Schießpulver. Im Zuge des Herstellungsprozesses entzündet Taiju versehentlich das Schießpulver und entfacht ein Feuer. Kurze Zeit später entdeckt Yuzuriha in der Ferne Rauchzeichen, die aus dem Wald aufsteigen. Senku vermutet, dass es sich bei den Rauchzeichen um die Antwort anderer Menschen auf Taijus Feuer handeln muss. Er beschließt, das Feuer weiter anzufachen, um das Signal mittels eigener Rauchzeichen zu erwidern. Durch Senkus Rauchzeichen gelingt es Tsukasa, Senkus aktuellen Aufenthaltsort ausfindig zu machen. In Hakone angekommen, nimmt er Yuzuriha in Geiselhaft, um Senku zu erpressen. Senku verrät Tsukasa widerwillig, wie das Entsteinerungsmittel Nital hergestellt wird. Anschließend tötet Tsukasa Senku, indem er dessen Plexus cervicalis durchtrennt. |           |                                                  |                                                       |                        |                                       |
| 5 | 5         | Stone World The Beginning                        | Stone World The Beginning                             | 2. Aug. 2019           | 29. Juli 2020                         |
| Taiju und Yuzuriha fliehen mit Senkus Leichnam vor Tsukasa. Da ein Teil von Senkus Nacken noch versteinert ist, gelingt es den beiden, ihren Freund durch Entsteinerung seines Nackens mittels Nital wiederzubeleben. Ein Rückblick zeigt Senkus erste Überlebensversuche in der Wildnis. Auf seinem enormen Wissen und Einfallsreichtum aufbauend stellt Senku einfache Steinwerkzeuge, Fallen und Kleidung her, erzeugt Feuer und baut sich eine erste provisorische Unterkunft. |           |                                                  |                                                       |                        |                                       |
| 6 | 6         | Zwei Länder der Steinwelt                        | 石の世界の二つの国 (Ishi no Sekai no Futatsu no Kuni) | 9. Aug. 2019           | 29. Juli 2020                         |
| Senku ruft das „Königreich der Wissenschaft“ aus. Er setzt sich das Ziel, eine Revolutionsarmee aufzubauen, die das auf militärischer Stärke basierende „Tsukasa-Imperium“ durch wissenschaftliche Erfindungen besiegen soll. Dafür begibt er sich auf die Suche nach den Menschen, deren Rauchzeichen vom Vulkan Hakone zu sehen waren. Im Wald findet Senku die junge Kriegerin Kohaku, die beim Kampf gegen Tsukasa unter einem Baumstamm eingeklemmt wurde. Er baut einen Flaschenzug und befreit Kohaku so aus ihrer misslichen Lage. Taiju und Yuzuriha machen sich unterdessen auf Sekus Geheiß auf den Weg zu Tsukasa. Sie sollen sein „Imperium“ als Spione unterwandern, um seine Fortschritte zu beobachten. |           |                                                  |                                                       |                        |                                       |
| 7 | 7         | Wo zwei Millionen Jahre vergangenen sind         | 200万年の在処 (Ni-hyaku-man-nen no Arika)             | 16. Aug. 2019          | 5. Aug. 2020                          |
| Kohaku schließt sich dem „Königreich der Wissenschaft“ an, um Senku dabei zu helfen, Tsukasa zu besiegen. Sie führt ihn zu ihrem Dorf, vor dessen Eingang die beiden auf die Dorfwächterbrüder Kinrō und Ginrō treffen. Kinrō und Ginrō verwehren Senku den Zutritt zum Dorf, weshalb er vorerst außerhalb der Siedlung bleiben muss. Seine Ankunft erregt jedoch die Aufmerksamkeit von Chrome, dem „Meistermagier“ des Dorfes. Chrome und Senku messen sich in einem „Magie-Wettkampf“, an dessen Ende sich Chrome geschlagen geben und Senkus Wissenschaftskönigreich anschließen muss. Chrome erzählt Senku von seiner Motivation, Magier zu werden: Er möchte das Leben der schwerkranken Dorfpriesterin Ruri retten, die Kohakus Schwester ist. Senku berichtet Chrome von den Errungenschaften der modernen Zivilisation und bietet ihm an, mithilfe der Wissenschaft ein Antibiotikum für Ruri zu entwickeln. |           |                                                  |                                                       |                        |                                       |
| 8 | 8         | Stone Road                                       | Stone Road                                            | 23. Aug. 2019          | 5. Aug. 2020                          |
| Senku plant, die Dorfbewohner durch die Heilung der Priesterin Ruri vom Wissenschaftskönigreich zu überzeugen. Um Ruris Antibiotikum herzustellen, sammeln Senku, Chrome und Kohaku zunächst Eisensand in einem nahegelegenen Fluss. Dabei schließt sich ihnen das Dorfmädchen Suika an. Beim Brennen des Eisensandes müssen die vier jedoch einsehen, dass sie für die Herstellung von Eisen mehr Muskelkraft benötigen. Suika hört sich im Dorf um und findet heraus, dass viele Bewohner die eintönige, fischbasierte Ernährungsweise im Dorf stört. Dies bringt Senku auf die Idee, aus Borstenhirse Ramen herzustellen und den Dorfbewohnern die neue Speise als Gegenleistung für ihre Arbeitskraft anzubieten. |           |                                                  |                                                       |                        |                                       |
| 9 | 9         | Das Licht der Wissenschaft in den Händen haltend | この手に科学の灯を (Kono Te ni Kagaku no Akari o)     | 30. Aug. 2019          | 12. Aug. 2020                         |
| Dank der Arbeitskraft vieler Dorfbewohner gelingt es dem Wissenschaftskönigreich, aus Eisensand Eisen herzustellen. Mithilfe des Eisens und von Chrome gesammeltem Kupfer stellt Senku einen durch Muskelkraft antreibbaren Stromgenerator her. Durch Verbindung der gegenüberliegenden Kupferdrahtenden des Generators mit einer geschmorten Bambusfaser entwickelt Senku eine primitive Glühlampe. Zum ersten Mal seit dem Untergang der Zivilisation wird die Nacht der Steinwelt wieder mithilfe von Strom erleuchtet. Neben Kinrō und Ginrō schließt sich auch der Mentalist Gen Asagiri dem Wissenschaftskönigreich an. Gen wurde von Tsukasa ausgesandt, um Senkus Tod zu bestätigen. Er entscheidet sich jedoch dafür, seine Rückkehr eine Weile aufzuschieben, um zu sehen, ob er sich lieber auf die Seite Senkus oder Tsukasas stellen möchte. |           |                                                  |                                                       |                        |                                       |
| 10 | 10        | Zweifelhafte Allianz                             | 薄っぺらの同盟 (Usuppera no Dōmei)                    | 6. Sep. 2019           | 12. Aug. 2020                         |
| Der „Große Wettstreit“ steht kurz bevor. Im Rahmen dieses Kampfturniers soll der neue Dorfälteste ermittelt werden, d. h. die Person, die durch Heirat mit der Priesterin Ruri zum neuen Oberhaupt des Dorfes ernannt wird. Magma, der stärkste Kämpfer im Dorf, möchte unbedingt die Macht übernehmen, fürchtet aber die Konkurrenz des fremden Magiers, von dem alle Dorfbewohner sprechen. Da er Gen für Senku hält, unternimmt Magma einen Attentatsversuch auf Gen, das jedoch fehlschlägt. Kohaku will verhindern, dass Magma ihre Schwester heiratet und neues Dorfoberhaupt wird, weshalb sie Kinrō und Ginrō im Kampf trainiert und auf den Großen Wettstreit vorbereitet. Gen kehrt nach seiner Erholung von dem Mordanschlag zu Tsukasa zurück. Er hat sich für das Wissenschaftskönigreich entschieden, da Senku ihm zusicherte, mithilfe der Wissenschaft Cola herzustellen. Daher behauptet Gen gegenüber Tsukasa, Senku sei tot. |           |                                                  |                                                       |                        |                                       |
| 11 | 11        | Clear World                                      | Clear World                                           | 13. Sep. 2019          | 19. Aug. 2020                         |
| Senku, Chrome, Kohaku und Suika begeben sich zusammen auf die Suche nach Quarzsand, um daraus Glas herzustellen. Nach Einschmelzung des Quarzsandes im Schmelzofen müssen die vier beim Glasblasen jedoch feststellen, dass sie ohne die Fertigkeiten eines geübten Handwerkers nicht in der Lage sein werden, in kürzester Zeit Glasgefäße herzustellen. Daher entführt Chrome den Handwerksmeister Kaseki aus dem Dorf, der ihnen trotz anfänglichen Widerwillens bei der Fertigung von Glasgefäßen für Senkus Labor hilft. Für Suika stellt Senku Glaslinsen her, die ihre Kurzsichtigkeit korrigieren, sodass sie fortan wieder klar sehen kann. |           |                                                  |                                                       |                        |                                       |
| 12 | 12        | Rücken an Rücken                                 | 背中合わせの仲間たち (Senaka Awase no Nakama-tachi)   | 20. Sep. 2019          | 19. Aug. 2020                         |
| Senku stellt für Ginrō einen Silberspeer her, damit dieser ihn, Chrome und Kohaku auf der Suche nach Schwefelsäure eskortieren kann, die für die Herstellung von Ruris Antibiotikum benötigt wird. Ginrōs Silberspeer fungiert bei ihrer Erkundung als Giftsensor, da die Silberschicht auf seiner Oberfläche mit dem Giftgas Schwefelwasserstoff regiert und sich infolgedessen schwarz verfärbt. Tatsächlich gelingt es den vieren, eine Schwefelsäurequelle zu finden. Mit Gasmasken ausgerüstet, deren Filterwirkung auf Calciumcarbonat und Aktivkohle beruht, kehren Senku, Chrome und Ginrō zur Schwefelsäurequelle zurück und füllen aus dem See Schwefelsäure in mehreren Glasgefäßen ab. |           |                                                  |                                                       |                        |                                       |
| 13 | 13        | Der maskierte Soldat                             | 仮面の戦士 (Kamen no Senshi)                          | 27. Sep. 2019          | 26. Aug. 2020                         |
| Senku stellt Salzsäure, Chlorsulfonsäure, Natronlauge und Ammoniak für Ruris Antibiotikum her. Am darauffolgenden Tag beginnt der „Große Wettstreit“. In der ersten Runde treten Kinrō und Magma gegeneinander an. Mithilfe von Suikas Glaslinsen kann der kurzsichtige Kinrō Magma erschöpfen und in die Knie zwingen. |           |                                                  |                                                       |                        |                                       |
| 14 | 14        | Master of Flame                                  | Master of Flame                                       | 4. Okt. 2019           | 26. Aug. 2020                         |
| Magma nutzt Kinrōs Regelgehorsam aus und schlägt diesen bewusstlos, als Kinrō sich beim Schiedsrichter über die Rechtmäßigkeit von Suikas Unterstützung erkundigt. Dadurch zieht Magma ins Halbfinale ein. In den drei weiteren Viertelfinals setzt sich Chrome gegen Magmas Gehilfen Mantle, Ginrō gegen den Dorfbewohner Argo und Senku kampflos gegen Kohaku durch. Es folgt das erste Halbfinale, in welchem Chrome gegen Magma antreten muss. Mithilfe von Suikas Linse und der Ablenkung Magmas durch den totgeglaubten Gen gelingt es Chrome, Magmas Kleidung durch Lichtbündelung in Brand zu setzen. Als Magma brennend am Boden liegt, stößt Chrome seinen Gegner von der Kampffläche ins Meer und zieht dadurch ins Finale des „Großen Wettstreits“ ein. |           |                                                  |                                                       |                        |                                       |
| 15 | 15        | Die Früchte von zwei Millionen Jahren            | 200万年の結晶 (Ni-hyaku-man-nen no Kesshō)            | 11. Okt. 2019          | 2. Sep. 2020                          |
| Senku besiegt Ginrō im zweiten Halbfinale und zieht ins Finale gegen Chrome ein, das er erneut kampflos für sich entscheidet, da Chrome aus Erschöpfung das Bewusstsein verliert. Damit gewinnt Senku den „Großen Wettstreit“, weshalb er zum neuen Dorfältesten ernannt wird und Ruri zur Frau erhält. Als weitere Belohnung bekommt Senku mehrere Fässer voll Schnaps überreicht, die teilweise schon zu Essig gegoren sind. Um den Hochzeitsfeierlichkeiten zu entgehen, entschließt sich Senku bereits wenige Minuten nach seinem Sieg, die Ehe mit Ruri scheiden zu lassen. Zusammen mit den Mitstreitern seines Wissenschaftskönigreichs stellt Senku mithilfe des im Wettstreit gewonnenen Alkohols und Essigs in einem aufwändigen Verfahren das Antibiotikum Sulfanilamid her, das er Ruri am nächsten Morgen verabreicht. An ihrer Reaktion auf das Antibiotikum erkennt Senku, dass Ruri an einer Lungenentzündung leidet, die das Antibiotikum jedoch erfolgreich bekämpfen kann. Ruri wird dank Senkus Medizin wieder gesund; auch Ruris Vater erkennt Senku nun als seinen Nachfolger für das Amt des Dorfältesten an. Es stellt sich heraus, dass das Dorf „Ishigami“ heißt, genau wie Senkus Nachname. |           |                                                  |                                                       |                        |                                       |
| 16 | 16        | Eine Geschichte über Äonen                       | 幾千年物語 (Ikusen-nen Monogatari)                    | 18. Okt. 2019          | 2. Sep. 2020                          |
| Ruri erzählt Senku die letzte der „100 Geschichten“ des Dorfes Ishigami, die ihr als Priesterin zur Bewahrung anvertraut wurden. Die Geschichte trägt den Titel „Senku Ishigami“ und handelt von Senkus Vater Byakuya Ishigami, der mit der Hilfe seines Sohnes die Aufnahmeprüfung der JAXA besteht. Als Astronaut der japanischen Weltraumagentur wird ihm die Ehre zuteil, zusammen mit der Weltraumtouristin und weltbekannten US-amerikanischen Sängerin Lilian Weinberg auf die ISS zu fliegen, um dort wissenschaftliche Experimente durchzuführen. Eines Tages sieht die Besatzung der Raumstation vom Erdorbit aus, wie sich ein grüner Lichtschimmer über die gesamte Erdoberfläche ausbreitet und alle Menschen versteinert. Da die Astronauten selbst sich jedoch im Weltraum befinden, bleiben sie vor der Versteinerung verschont. Dem Vorschlag Byakuyas folgend beschließt das Team, auf die Erde zurückzukehren, um die gesamte Menschheit aus der Versteinerung zu befreien. |           |                                                  |                                                       |                        |                                       |
| 17 | 17        | Hundert Nächte und tausend Himmel                | 百の夜と千の空 (Hyaku no Yoru to Sen no Sora)         | 25. Okt. 2019          | 9. Sep. 2020                          |
| Byakuya vergleicht die Versendungszeitpunkte der letzten Internetbeiträge aus mehreren Ländern. Auf diese Weise gelingt es ihm zu rekonstruieren, dass der Ursprung der Versteinerung sich in Südamerika befinden muss. Um festzustellen, ob einige Menschen von der Versteinerung verschont wurden, landen die Astronauten in Raumkapseln an der Küste von Japan, das vom Versteinerungsursprung weit entfernt liegt. Dort angekommen müssen die Wissenschaftler jedoch ernüchtert feststellen, dass außer ihnen alle Menschen versteinert wurden. Byakuya lässt sich zusammen mit den weiteren Besatzungsmitgliedern an der Küste nieder und gründet die Siedlung Ishigami. Das Team führt ein mit Schiffbrüchigen vergleichbares Leben. Neue Kinder werden in der Siedlung geboren und alte Besatzungsmitglieder sterben. Um einige Lebensweisheiten an künftige Generationen weiterzugeben und sie zugleich vor den Gefahren des Lebens zu warnen, denkt sich Byakuya die „100 Geschichten“ aus. Bei den heutigen Bewohnern von Ishigami handelt es sich folglich um die Nachfahren der letzten ISS-Besatzung. |           |                                                  |                                                       |                        |                                       |
| 18 | 18        | Stone Wars                                       | Stone Wars                                            | 1. Nov. 2019           | 9. Sep. 2020                          |
| Während die Feierlichkeiten anlässlich der Ernennung Senkus zum neuen Dorfältesten in vollem Gange sind, greifen Kämpfer des „Tsukasa-Imperiums“ unter Führung des Speerkampf-Spezialisten Hyōga Akatsuki das Dorf Ishigami an. Mithilfe von Eisenrohren und Schießpulver kann Senku die Erfindung von Schusswaffen vortäuschen, weshalb die Gegner des Wissenschaftskönigreichs sich vorerst zurückziehen. Beim zweiten Angriff des Tsukasa-Imperiums drei Tage später gelingt es Magma, Kohaku und Kinrō, Tsukasas Kämpfer mit eisernen Katanas zu besiegen. Da Gen Hyōgas Speer vor dem Kampf manipuliert hat, muss auch Hyōga aufgeben und sich zurückziehen. Gen bleibt bei Senku in Ishigami zurück, sein Verrat am Tsukasa-Imperium ist aufgeflogen. |           |                                                  |                                                       |                        |                                       |
| 19 | 19        | In die Neuzeit                                   | そして現代へ (Soshite Gendai e)                       | 8. Nov. 2019           | 16. Sep. 2020                         |
| Es stellt sich heraus, dass der zweite Angriff des Tsukasa-Imperiums vor allem als Ablenkungsmanöver dienen sollte. Während Hyōga und seine Krieger gegen Magma, Kohaku und Kinrō kämpften, zündete die Kunstturnerin Homura Momiji das Dorf Ishigami an. Als die Dorfbewohner aus dem Dorf fliehen, versuchen Hyōga, Homura und ihre Krieger, Suika als Geisel zu nehmen. Dies misslingt jedoch, da Suika die Krieger unbewusst in Richtung der giftigen Schwefelsäurequelle lockt. Nur Hyōga und Homura können dem von der Quelle ausgehenden Giftgas entkommen. Daraufhin kehren die beiden zu Tsukasa zurück und berichten ihm, dass Gen sie verraten hat und Senku noch am Leben ist. |           |                                                  |                                                       |                        |                                       |
| 20 | 20        | Die Ära der Kraftübertragung                     | 動力の時代 (Dōryoku no Jidai)                         | 15. Nov. 2019          | 16. Sep. 2020                         |
| Senku plant, ein primitives Handy herzustellen, um das Tsukasa-Imperium dank des daraus resultierenden Informationsvorteils zu besiegen. Dafür stellt er zusammen mit Kaseki zunächst eine Zuckerwattemaschine her. Nach anfänglichen Tests mit Zuckerkristallen wird die Maschine optimiert und findet Anwendung bei der Herstellung von feinen Goldfäden, die von den Dorfbewohnern zu Golddrähten aufgewickelt werden. Chrome baut unterdessen zusammen mit Kaseki an einem Wasserrad, das mit dem Stromgenerator kombiniert wird und fortan als Wasserkraftwerk dient. Aus der Ferne beobachtet Homura das Geschehen im Dorf. Sie wurde von Tsukasa und Hyōga als Späherin ausgesandt. |           |                                                  |                                                       |                        |                                       |
| 21 | 21        | Der Sparta-Handwerks-Klub                        | スパルタ工作クラブ (Suparuta Kōsaku Kurabu)           | 22. Nov. 2019          | 23. Sep. 2020                         |
| Senku ruft den „Sparta-Handwerksklub“ aus. Zusammen mit Chrome und Kaseki und unter Mithilfe vieler Dorfbewohner stellt er in den folgenden Monaten Bleiakkumulatoren als Energiespeicher, Glühbirnen als Lichtquellen sowie ein automatisiertes Luftzufuhrsystem für den Betrieb der Schmelzöfen her. Chrome begibt sich, ausgerüstet mit einer Glühbirne und einem Bleiakku, auf eine Höhlenerkundungstour. Er hofft, unter der Erde große Mengen an Kupfer und neue Mineralien zu finden. Währenddessen arbeiten Senku und Kaseki an der Herstellung einer Elektronenröhre. Da sie jedoch nicht über Wolfram für die Fertigung des Glühfadens verfügen, scheitern alle ihre Versuche. Am Neujahrstag wandern die Dorfbewohner zusammen auf den Gipfel eines Berges, um gemeinsam den Sonnenaufgang zu betrachten. Kurz bevor die Sonne aufgeht, beginnt in Suikas Hand ein Stein zu leuchten, den Chrome von seiner Erkundungstour mitgebracht hat. Es handelt sich um das Calciumwolframat Scheelit. |           |                                                  |                                                       |                        |                                       |
| 22 | 22        | The Treasure                                     | The Treasure                                          | 29. Nov. 2019          | 23. Sep. 2020                         |
| Senku, Chrome und Magma wandern zu der Höhle, in welcher Chrome den Scheelit-Brocken gefunden hat. Unter der Erde stoßen sie auf eine Skarn-Erzlagerstätte. Dank Magmas Muskelkraft gelingt es ihnen, die harten Wolframerze und allerlei weitere Mineralien abzubauen und zurück ins Dorf zu transportieren. Als die drei wieder im Dorf eintreffen, wird Senku bereits von den Dorfbewohnern erwartet. Anlässlich seines Geburtstags haben die Bewohner von Ishigami unter der Regie von Gen das Wissenschaftslagerhaus zu einer Sternwarte ausgebaut, die mit einem einfachen Teleskop ausgestattet ist. |           |                                                  |                                                       |                        |                                       |
| 23 | 23        | Die Welle der Wissenschaft                       | 科学の波 (Kagaku no Nami)                             | 6. Dez. 2019           | 30. Sep. 2020                         |
| Senku und den Dorfbewohnern von Ishigami gelingt es, durch geschickte Arbeitsteilung alle Handykomponenten herzustellen und diese zu einem funktionstüchtigen Gerät zusammenzufügen. Für die Fertigung des Wolframdrahts der Elektronenröhre bereitet Senku das zerkleinerte Wolframerz chemisch auf, während Chrome und Kaseki eine Apparatur für die punktgenaue Erhitzung des daraus resultierenden Produkts anfertigen. Anschließend baut Kaseki für die Evakuierung der Elektronenröhre eine Hickman-Pumpe. Die Plastikbestandteile des Handys stellt Senku aus Phenolharz her. Damit dies gelingt, müssen Kohaku, Chrome, Magma, Kinrō und Ginrō Steinkohle besorgen, die gleichzeitig zum Heizen der Häuser im Dorf verwendet werden kann. Unterdessen wird Gen mit der Herstellung von unzähligen Manganbatterien beauftragt, Ruri hilft ihm bei seiner Aufgabe. Als Mikrofone des Handys dienen Seignettesalz-Kristalle, die auf Plastik-Sprachrohren angebracht werden. |           |                                                  |                                                       |                        |                                       |
| 24 | 24        | Die Stimme in die endlose Ferne                  | 声は無限の彼方へ (Koe wa Mugen no Kanata e)           | 13. Dez. 2019          | 30. Sep. 2020                         |
| Nach dem erfolgreichen Test des Handys erzählt Ruri Senku die „14. Geschichte“ von Ishigami. Mit der Hilfe von Gen gelingt es ihm, die Botschaft zu entschlüsseln, die sich hinter der Geschichte verbirgt. Auf dem Friedhof der Gründer von Ishigami findet er eine als Grabstein getarnte Zeitkapsel. In dieser ist eine gläserne Schallplatte versteckt. Senku baut einen Schallplattenspieler und spielt die Schallplatte in Anwesenheit aller Bewohner von Ishigami ab. Nach einer kurzen Grußbotschaft von Byakuya an seinen Sohn ertönt ein Lied von Lilian Weinberg. Die Dorfbewohner sind von Lilians Gesang derart stark gerührt, dass sie neuen Mut fassen, für das Wissenschaftskönigreich zu kämpfen, um die Erfindungen der Wissenschaft vor Tsukasa zu verteidigen. |           |                                                  |                                                       |                        |                                       |

### Staffel 2: Stone Wars
Die zweite Staffel von "Dr. Stone" dreht sich um den Krieg zwischen Senkus Königreich der Wissenschaft und Tsukasas Imperium der Macht. Senku nutzt sein Wissen und Informationen, um strategische Entscheidungen zu treffen und den Krieg zu gewinnen. Während des Konflikts entwickelt sich eine unerwartete Freundschaft zwischen Senku und Tsukasa, als Tsukasa von Senku eingefroren wird, um sein Leben zu retten. Senku plant, den Steinstrahl zu finden, um Tsukasa zu heilen und ihn wieder ins Leben zu bringen.
| Nr. (ges.) | Nr. (St.) | Deutscher Titel              | Originaltitel                                     | Erstausstrahlung Japan | Deutschsprachige Erstveröffentlichung (D/A/CH) |
| --- | --------- | ---------------------------- | ------------------------------------------------- | ---------------------- | ---------------------------------------------- |
| 24.5 | 0         | –                            | 開戦前夜スペシャル映像 Kaisen Zen’ya Special Eizō | 11. Okt. 2020          | –                                              |
| Zusammenfassung der ersten Staffel mit einigen zusätzlichen Szenen |           |                              |                                                   |                        |                                                |
| 25 | 1         | Stone Wars Beginning         | Stone Wars Beginning                              | 14. Jan. 2021          | 25. Feb. 2021                                  |
| Senku stellt Astronautennahrung in Form von gefriergetrocknetem Borstenhirseramen her. Gen macht Senku den Vorschlag, als Lilian Weinberg per Handy zu Tsukasas Armee zu sprechen, um sie vom Wissenschaftskönigreich zu überzeugen. Dafür wollen sie die Schallplatte mit Lilians Gesang als Identitätsbeweis verwenden. Chrome, Magma und Gen machen sich auf, um das Handy im Tsukasa-Imperium zu installieren. |           |                              |                                                   |                        |                                                |
| 26 | 2         | Hotline                      | Hot Line                                          | 21. Jan. 2021          | 4. März 2021                                   |
| Um Homura von ihrem Wachposten zu locken, stellt Senku Homura durch ein Ablenkungsmanöver eine Falle und es gelingt ihm letztlich sie zu fangen. Gen, Chrome und Magma erreichen das Tsukasa-Imperium, wo sie das Handy am Senkus Grab verstecken. Taiju und Yuzuriha finden das Handy und rufen Senku an. |           |                              |                                                   |                        |                                                |
| 27 | 3         | Anruf von den Toten          | 死者からの電話 Shisha Kara no Denwa               | 28. Jan. 2021          | 11. März 2021                                  |
| Senku und Gen wollen ihren Plan in die Tat umsetzen. Gen kann aus dem Tsukasa-Imperium durch ein Ablenkungsmanöver von Chrome dem Bogenschützen und ehemaligen Sonartechniker Ukyo entkommen und erreicht Senkus Dorf. Daraufhin beginnt er mit seinem Anruf alias Lilian. Taiju und Yuzuriha sollen jemanden von Tsukasas Leuten an den Hörer holen und entscheiden sich für die Wächterin Nikki. Sie ist ein großer Fan der Sängerin Lilian Weinberg und möchte das letzte noch von ihr erhaltene Lied auf der Schallplatte bewahren, weshalb sie sich dem Wissenschaftskönigreich anschließt. |           |                              |                                                   |                        |                                                |
| 28 | 4         | Die Großoffensive            | Full Assault                                      | 4. Feb. 2021           | 18. März 2021                                  |
| Chrome ergibt sich und wird von Ukyo gefangen genommen. Magma kann entkommen und läuft ins Dorf Ishigami (Wissenschaftskönigreich) zurück. Senku beschließt, Chrome zu retten und ein dampfbetriebenes Auto zu bauen, um die wissenschaftlichen Ressourcen zu transportieren. Chrome wird zu Tsukasa gebracht, welcher versucht an Informationen zu kommen, was ihm allerdings nicht gelingt. Senku und das Dorf haben eine Dampfmaschine gebaut. |           |                              |                                                   |                        |                                                |
| 29 | 5         | Steam Gorilla                | Steam Gorilla                                     | 11. Feb. 2021          | 25. März 2021                                  |
| Senku baut die Dampfmaschine zum "Steam Gorilla" um. Chrome wird in eine Gefängniszelle gebracht. Suika spürt den Ort der Gefangenhaltung von Chrome auf. Senku baut den Steam Gorilla zum Panzer um. Chrome plant seinen Gefängnisausbruch. |           |                              |                                                   |                        |                                                |
| 30 | 6         | Prison Break                 | Prison Break                                      | 18. Feb. 2021          | 1. Apr. 2021                                   |
| Chrome versucht aus dem Gefängnis auszubrechen, wird aber von Yo bewacht. Ihm wird eine Batterie zugesteckt, mittels der er ausbrechen kann. Durch einen Trick kann er Yo, der ihn verfolgt, überlisten und er kehrt zu Senku und den anderen Dorfbewohnern zurück. |           |                              |                                                   |                        |                                                |
| 31 | 7         | Streng geheime Mission       | 極秘のミッション Gokuhi no Misshon                | 25. Feb. 2021          | 8. Apr. 2021                                   |
| Durch den Gesang von Lilian schließen sich immer mehr Leute von Tsukasa dem Wissenschaftskönigreich an. Ukyo erfährt von Senkus Plan und möchte sich mit Senku verbünden. Er stellt dafür nur eine Bedingung: Es soll keiner mehr sterben. Senku, Taiju und Yuzuriha sehen sich wieder. Tsukasa findet das Telefon an Senkus Grab. Die Eroberung der Wunderhöhle steht kurz bevor. |           |                              |                                                   |                        |                                                |
| 32 | 8         | Final Battle                 | Final Battle                                      | 4. März 2021           | 15. Apr. 2021                                  |
| Dem Wissenschaftskönigreich gelingt es durch die Anwendung verschiedener wissenschaftlicher Methoden, die Wunderhöhle zurückzuerobern. Tsukasa und seine rechte Hand Hyoga kommen früher als geplant zur Wunderhöhle. Sie wollen um jeden Preis Senkus Plan, die gesamte Menschheit wiederzubeleben, verhindern. |           |                              |                                                   |                        |                                                |
| 33 | 9         | Der Zerstörer und der Retter | 壊すもの救うもの Kowasu Mono Sukuu Mono           | 11. März 2021          | 22. Apr. 2021                                  |
| Senku stellt zusammen mit Gen und Chrome Dynamit her. Nach einer Explosion, ausgelöst durch einen in Nitroglycerin getränkten Papierflieger, ergeben sich Tsukasa und Hyoga. Senku kann Tsukasas Prinzipien nachvollziehen, da dieser durch seine Handlungen nur seine kleine Schwester Mirai, welche vor der Versteinerung im Koma lag, retten möchte. Senku beschließt Mirai wiederzuerwecken, nachdem er die Kontrolle über die Höhle mit der Entsteinerungsflüssigkeit erlangt hat. |           |                              |                                                   |                        |                                                |
| 34 | 10        | Das stärkste Team der Welt   | 人類最強のタッグ Jinrui Saikyō no Taggu           | 18. März 2021          | 29. Apr. 2021                                  |
| Mirai wird entsteinert. Homura kann mit Yos Hilfe entkommen und zerstört dabei die Wunderhöhle mittels Dynamitstangen. Hyoga will Mirai umbringen, jedoch stellt sich Tsukasa ihm in den Weg und wird dabei schwer verletzt. Hyoga hält weiterhin an seinen Idealen fest und möchte Senku und Tsukasa bekämpfen. Senku schafft es mithilfe der Manganbatterie, die er zum Elektroschocker umbaut, Hyoga außer Gefecht zu setzen. |           |                              |                                                   |                        |                                                |
| 35 | 11        | Prologue of Dr. Stone        | Prologue of Dr. Stone                             | 25. März 2021          | 6. Mai 2021                                    |
| Hyoga und Homura können gefangen genommen werden. Tsukasa hat von Hyogas Angriff schwere Verletzungen erlitten und droht zu sterben. Senku beschließt daher, ihn einzufrieren, bis er herausgefunden hat, wie er Tsukasa versteinern kann, da der anschließende Entsteinerungsprozess eine regenerative Wirkung hat und Tsukasas tödliche Wunden heilen sollte. Daher baut er einen Teil seiner bisherigen Erfindungen in eine Kühltruhe um. Um den Grund der Versteinerung herauszufinden, der seinen Ursprung in Südamerika hat, plant Senku den Bau eines Schiffes.                           |           |                              |                                                   |                        |                                                |

### Dr. Stone: Ryusui
Um die Quelle der Versteinerung zu finden, entscheiden sie sich, ein Segelschiff nach den Plänen von Senku zu bauen. Dabei erwecken sie Ryūsui (jap. 龍水) aus der Versteinerung. Ryūsui ist als „Gierschlund“ bekannt und gilt als weltgrößter Seefahrer, Navigator und Kapitalist. Mit seinen Fähigkeiten überzeugt er die anderen und gemeinsam mit Senku beschließen sie, ein Schiff mit Öl als Treibstoff zu bauen, um die Welt zu bereisen. Ryūsui erfindet zudem eine eigene Währung und führt den Kapitalismus wieder ein. Diese Währung basiert darauf, dass ihm das Ölfeld gehören wird, sobald es gefunden wird.
Um einen Überblick über die veränderte Landschaft zu bekommen und das Ölfeld zu finden, entscheiden sie sich, einen Ballon zu bauen. Sie hoffen, dadurch wichtige Hinweise auf die genaue Lage des Ölfeldes zu erhalten.
| Nr. (ges.) | Nr. (St.) | Deutscher Titel | Originaltitel                      | Erstausstrahlung Japan | Deutschsprachige Erstveröffentlichung (D/A/CH) |
| --- | --------- | --------------- | ---------------------------------- | ---------------------- | ---------------------------------------------- |
| 35.5 | –         | Ryūsui          | Dr.STONE 龍水 Dokutā Sutōn: Ryūsui | 10. Juli 2022          | 12. Okt. 2022                                  |
| Ryūsui, ein bekannter Gierschlund und erfahrener Seemann, wird aus seiner Versteinerung erweckt. Gemeinsam mit ihm machen sie sich auf die Suche nach Öl, um ihr Segelschiff teilweise mit diesem Treibstoff zu betreiben, während sie die Quelle der Versteinerung finden wollen. Gleichzeitig beginnen sie mit dem Bau des Schiffs. |           |                 |                                    |                        |                                                |

### Staffel 3: New World
| Nr. (ges.) | Nr. (St.) | Deutscher Titel                                      | Originaltitel                                    | Erstausstrahlung Japan | Deutschsprachige Erstveröffentlichung (D/A/CH) |
| --- | --------- | ---------------------------------------------------- | ------------------------------------------------ | ---------------------- | ---------------------------------------------- |
| 36 | 1         | New World Map                                        | New World Map                                    | 6. Apr. 2023           | 18. Mai 2023                                   |
| Um nach Südamerika zu gelangen und die Quelle der Versteinerung zu finden, plant Senku den Bau eines teilweise mit Öl betriebenen Schiffs. Das Team sucht nach Zedernbäumen, wilden Tieren und Weizen als Ressourcen für den Schiffsbau und die Versorgung während der Überfahrt. Als sie mit ihren Backversuchen ungenießbares Brot produzieren, entscheiden sie sich dafür, einen Koch aus der Versteinerung zu befreien, um ihre kulinarischen Fähigkeiten zu verbessern. |           |                                                      |                                                  |                        |                                                |
| 37 | 2         | Ein Hoch auf die Gier                                | 欲しい＝正義 Hoshī Ikōru Seigi                   | 13. Apr. 2023          | 25. Mai 2023                                   |
| Nachdem Francois, der Butler und Koch von Ryusui, wiederbelebt wurde, beginnt er mit der Herstellung von Stollen, einem langlebigen Weihnachtsgebäck. Währenddessen konstruiert Senku eine Daguerreotypie, um Luftaufnahmen der Landschaft aus dem Ballon heraus zu machen und das Ölfeld zu finden. Gleichzeitig nutzen sie die Aufnahmen, um den Wiederaufbau der Zivilisation zu dokumentieren. |           |                                                      |                                                  |                        |                                                |
| 38 | 3         | Erster Kontakt                                       | ファーストコンタクト Fāsuto Kontakuto            | 20. Apr. 2023          | 1. Juni 2023                                   |
| Kohaku entdeckt das Ölfeld auf einem Foto und mithilfe eines in Öl gebadeten Wildschweins gelingt es ihnen, das Ölfeld zu finden, ähnlich wie es historisch gesehen entdeckt wurde. Senku baut ein GPS-System mit Hilfe eines Telefonmasts. Schließlich erhalten sie Morsezeichen von der anderen Seite der Welt, die das Wort "WHY" buchstabieren. |           |                                                      |                                                  |                        |                                                |
| 39 | 4         | Das Auge der Wissenschaft                            | 科学の眼 Kagaku no Me                            | 27. Apr. 2023          | 8. Juni 2023                                   |
| Mit Hilfe von sphaleritbeschichtetes Glas und der elektrischen Leistung von Kristallen schafft es Senku, einen rudimentären Kathodenstrahlröhrenbildschirm zu bauen. Verbunden mit dem Funkturm wird der Bildschirm zum Radar-, Sonargerät, das nun Ziele über sowie unter Wasser über weite Entfernung präzise lokalisieren kann. Chrome nutzt das neue Sonargerät, um Fische zu orten, sodass sie während der Fahrt auf dem Schiff mit Nahrung versorgt werden. In einer Höhle entdeckt Chrome weitere Eisenerzstätten, die Meilen entfernt vom Dorf liegen. Beim Erzabbau verkündet Senku, dass sie die industrielle Revolution erreicht haben. Mit dem Benzinnebenprodukt Bitumen und Kieseln stellt Senku Asphalt her, wodurch das abgebaute Eisenerz zügig von der Mine über eine befestigte Straße zum Fluss transportiert wird, um von Ryusui per Schiff auf dem Wasserweg zum Dorf transportiert zu werden. Unter der Expertise von Senku und Kaseki werden Loren entworfen und angefertigt, die den Abbau des Eisenerzes weiter vereinfachen. |           |                                                      |                                                  |                        |                                                |
| 40 | 5         | Perseus, das Schiff der Wissenschaft                 | 科学船ペルセウス Kagakusen Peruseusu             | 4. Mai 2023            | 15. Juni 2023                                  |
| Als erfahrener Seemann erstellt Ryusui einen maßstabsgetreuen Plan und ein Modell des neuen Schiffes, das es Senku mit Hilfe des Pantographen ermöglicht, die Schiffsteile in genauer Größe und Form zu kopieren. Es dauert etwa ein Jahr, bis das neue Schiff fertiggestellt ist. Anschließend teilen sich die Bewohner des Dorfes in zwei Gruppen auf. Eine Gruppe bildet das Dorfteam, das zurückbleibt und das Dorf aufbaut, und die andere Gruppe bildet das Expeditionsteam, das in See sticht, um das Versteinerungsgerät zu finden. |           |                                                      |                                                  |                        |                                                |
| 41 | 6         | Treasure Box                                         | トレジャーボックス Torejā Bokkusu                | 11. Mai 2023           | 22. Juni 2023                                  |
| Während der Fahrt auf dem Schiff offenbart Senku seinen Mitstreitern, dass sein Ziehvater Byakuya ihm Platin und andere wertvolle Rohstoffe als Schatz der Wissenschaft hinterlassen hat, welche auf der Insel zu finden sind, wo er mit seiner Raumkapsel gelandet ist. Mit dem Platin als Katalysator haben sie die Möglichkeit, eine bedeutende Menge der Antiversteinungsflüssigkeit herzustellen, um so die menschliche Zivilisation Schritt für Schritt wiederherzustellen. |           |                                                      |                                                  |                        |                                                |
| 42 | 7         | Strahl der Verzweiflung, Strahl der Hoffnung         | 絶望と希望の光 Zetsubō to Kibō no Hikari         | 18. Mai 2023           | 29. Juni 2023                                  |
| Mit dem Schiff vor Anker der neuentdeckten Insel, werden Senku, Soyuz, Kohaku und Gen losgeschickt, um die Inselbewohner zu finden. Ginro findet beim Tauchen unter dem Schiff viele Steinstatuen unter Wasser. Da die Insel zum Zeitpunkt der Versteinerung der Welt noch unbewohnt war, wird den verbleibenden Schiffsmitgliedern klar, dass die Statuen im Wasser erst vor kurzem versteinert wurden. Als eine unbekannte Frau einen an einem Seil befestigten Gegenstand in die Luft über das Schiff schleudert, wirft Ryusui kurzerhand die kleine Suika über Bord ins Wasser. Alle Mitglieder des Expeditionsteams auf dem Schiff, bis auf Ginro und Suika (beide im Wasser), werden durch das Licht, das der Gegenstand in der Luft aussendet, versteinert. |           |                                                      |                                                  |                        |                                                |
| 43 | 8         | Die Trumpfkarte an Bord des Schiffs der Wissenschaft | 切り札は科学の船に Kirifuda wa Kagaku no Fune ni | 25. Mai 2023           | 6. Juli 2023                                   |
| Die Erkundungstruppe erfährt von der Schönheit der Insel, Amaryllis, wie Handlanger des Häuptlings vor einigen Jahren ihre Freunde versteinerte. Durch Amaryllis Erzählung wird Senku klar, dass es sich beim Versteinerungsprozess um Wissenschaft und nicht um Magie handelt und dass es dabei Regeln gibt, die eingehalten werden müssen. Das Gerät zur Versteinerung muss geworfen werden, es wird nur ein bestimmtes Areal versteinert und die Kettenreaktion der Versteinerung kann unterbrochen werden. Um das Versteinerungsgerät zu stehlen, ist Amaryllis bereit als Konkubine mit dem Häuptling verheiratet zu werden. Für die weiteren Schritte benötigt Senku sein mobiles Labor auf dem Schiff. Mit Hilfe von Ginro und Suika, die noch auf dem Schiff sind, schaffen sie es gemeinsam das mobile Labor vom besetzten Schiff zu bekommen. |           |                                                      |                                                  |                        |                                                |
| 44 | 9         | Schöne Wissenschaft                                  | 美しい科学 Utsukushī Kagaku                      | 1. Juni 2023           | 13. Juli 2023                                  |
| Versteckt in einer geheimen Grotte der Insel, die nur wenigen Bewohnern von Amaryllis Dorf bekannt ist, stellen Senku und seine Freunde mit Hilfe der Wissenschaft Kosmetika zur Schönheits- und Körperpflege für die Teilnehmer zum „Schönheitswettbewerb“ bei der Konkubinenwahl des Häuptlings her. Im Dorf bei der diesjährigen Wahl der Konkubinen wurden schließlich die so aufgehübschten Kohaku, Ginro (als Frau verkleidet) sowie Amaryllis auserkoren und zum Harem des Häuptlings gebracht, welcher im Palast im inneren Teil der Häuptlingssiedlung liegt. |           |                                                      |                                                  |                        |                                                |
| 45 | 10        | Krieg der Wissenschaft                               | Science Wars                                     | 8. Juni 2023           | 20. Juli 2023                                  |
| Die Gruppe hat sich in zwei Teams aufgeteilt: das Spionageteam mit Kohaku, Ginro und Amaryllis, die sich als Konkubinen ausgeben, um Informationen in der Häuptlingssiedlung zu sammeln, und das Wissenschaftsteam um Senku, welches einen Ohrring entwickelt, der Radiowellen empfangen kann, mit der Kohaku geheime Nachrichten vom Wissenschaftsteam erhält. Senkus Ziele sind die Raumkapsel zu finden, um an den Schatz mit den kostbaren Rohstoffen sowie Platin zu gelangen, das für die Salpetersäure zur Herstellung der Entsteinerungsflüssigkeit benötigt werden und das Versteinerungsgerät mit Hilfe einer Drohne aus der Luft zu bergen. Schließlich übermittelt das Spionageteam die Nachricht, dass die Kapsel im Wurzelbereich des großen Baums am Fuße der Baumbehausung am Häuptlingssiedlung zu finden ist. |           |                                                      |                                                  |                        |                                                |
| 46 | 11        | Das Wunder liegt auf der Handfläche                  | 奇跡はこの掌で Kiseki wa kono Tenohira de        | 15. Juni 2023          | 27. Juli 2023                                  |
| 47 | 12        | Der Gegenangriff des Königreichs der Wissenschaft    | 反撃の科学王国 Hangeki no Kagaku Ōkoku           | 12. Okt. 2023          | 12. Okt. 2023                                  |
| 48 | 13        | Das wahre Gesicht der Medusa                         | メデューサの素顔 Medyūsa no Sugao                | 19. Okt. 2023          | 19. Okt. 2023                                  |
| 49 | 14        | Kampf mit Köpfchen                                   | 頭脳戦のディールゲーム Zunōsen no Dīru Gēmu      | 26. Okt. 2023          | 26. Okt. 2023                                  |
| 50 | 15        | Schlacht der dritten Dimension                       | 三次元の決戦 Sanjigen no Kessen                  | 2. Nov. 2023           | 2. Nov. 2023                                   |
| 51 | 16        | Battle Royale                                        | 全土大乱戦 Zendo tairansen                       | 9. Nov. 2023           | 9. Nov. 2023                                   |
| 52 | 17        | Joker                                                | Joker                                            | 16. Nov. 2023          | 16. Nov. 2023                                  |
| 53 | 18        | Das Funkeln des Untergangs                           | 滅びの煌めき Horobi no Kirameki                  | 23. Nov. 2023          | 23. Nov. 2023                                  |
| 54 | 19        | Last Man Standing                                    | Last Man Standing                                | 30. Nov. 2023          | 30. Nov. 2023                                  |
| 55 | 20        | First Dream                                          | First Dream                                      | 7. Dez. 2023           | 7. Dez. 2023                                   |
| 56 | 21        | Die Schatzinsel                                      | 宝島 Takara jima                                 | 14. Dez. 2023          | 14. Dez. 2023                                  |
| 57 | 22        | Beyond The New World                                 | Beyond The New World                             | 21. Dez. 2023          | 21. Dez. 2023                                  |

### Staffel 4: Science Future
| Nr. (ges.) | Nr. (St.) | Deutscher Titel                        | Originaltitel                                      | Erstausstrahlung Japan | Deutschsprachige Erstveröffentlichung (D/A/CH) |
| ---------- | --------- | -------------------------------------- | -------------------------------------------------- | ---------------------- | ---------------------------------------------- |
| 58         | 1         | Ryūsui vs. Senkū                       | Ryusui vs. Senku                                   | 9. Jan. 2025           | 9. Jan. 2025                                   |
| 59         | 2         | Science Journey                        | Science Journey                                    | 16. Jan. 2025          | 16. Jan. 2025                                  |
| 60         | 3         | Die Lichtfalle in der Finsternis       | 暗闇の誘蛾灯 Kurayami no Yūgatō                    | 23. Jan. 2025          | 23. Jan. 2025                                  |
| 61         | 4         | Dr. Xeno                               | Dr. X                                              | 30. Jan. 2025          | 30. Jan. 2025                                  |
| 62         | 5         | Doctor vs. Doctor                      | Doctor vs. Doctor                                  | 6. Feb. 2025           | 6. Feb. 2025                                   |
| 63         | 6         | Science Is Elegant                     | Science Is Elegant                                 | 13. Feb. 2025          | 13. Feb. 2025                                  |
| 64         | 7         | Die beiden Wissenschaftler             | 二人の科学者 Futari no Kagaku-sha                  | 20. Feb. 2025          | 20. Feb. 2025                                  |
| 65         | 8         | Lock On                                | Lock On                                            | 27. Feb. 2025          | 27. Feb. 2025                                  |
| 66         | 9         | Das Licht der Wissenschaft             | 科学の灯 Kagaku no Akari                           | 6. März 2025           | 6. März 2025                                   |
| 67         | 10        | Ein Weg durch den Dreck                | 土まみれの道を Tsuchi-mamire no Michi o            | 13. März 2025          | 13. März 2025                                  |
| 68         | 11        | Regelkenner und Regelschöpfer          | ルールを知る者創る者 Rūru o Shirumono Tsukuru Mono | 20. März 2025          | 20. März 2025                                  |
| 69         | 12        | Wiedersehen                            | 再会 Saikai                                        | 27. März 2025          | 27. März 2025                                  |
| 70         | 13        | Unter demselben Mond                   | 同じ月を見て Onaji Tsuki o Mite                    | 10. Juli 2025          | 10. Juli 2025                                  |
| 71         | 14        | Earth Race                             | Earth Race                                         | 17. Juli 2025          | 17. Juli 2025                                  |
| 72         | 15        | Mit Vollkaracho durchs Belagerungsnetz | 包囲網突破戦 Hōimō Toppa-sen                       | 24. Juli 2025          | 24. Juli 2025                                  |
| 73         | 16        | Medusa Mechanism                       | Medusa Mechanism                                   | 31. Juli 2025          | 31. Juli 2025                                  |
| 74         | 17        | Abscheulich, doch wunderschön          | 悍ましくも美しく Ozomashiku mo Utsukushiku         | 7. Aug. 2025           | 7. Aug. 2025                                   |
| 75         | 18        | Diamond Heart                          | Diamond Heart                                      | 14. Aug. 2025          | 14. Aug. 2025                                  |
| 76         | 19        | –                                      | Stone Sanctuary                                    | –                      | –                                              |